# 李浪林
李浪林（英語：Li Long Lam）是一位香港考古学家，專長於香港近現代的鹽業發展。

## 生平
本科毕业于武汉大学，硕士毕业于伦敦大学，博士毕业于吉林大学，师从北京故宫博物院院长张忠培。现为香港古物古迹办事处考古学家，是香港極少數持有中國考古牌照亦受英國專業訓練的考古學專業人士。 他是中国科学院大学访问教授，同时还是香港考古学会会员，2021年起任該會主席。